# 安藤麟三
安藤 麟三（あんどう りんぞう、1886年（明治19年）4月15日 - 1939年（昭和14年）8月29日）は、大日本帝国陸軍軍人。最終階級は陸軍中将。功五級。

## 経歴
茨城県出身。陸軍士官学校第18期、陸軍大学校第29期卒業。1922年（大正11年）8月、陸軍砲兵少佐に進級し、1923年（大正12年）9月時点で露国在勤帝国大使館附武官輔佐官の任にあった。1925年（大正14年）9月時点で野砲兵第1連隊大隊長に転じ、1926年（大正15年）2月18日に関東軍司令部附となり、8月6日に陸軍砲兵中佐に進級した。1928年（昭和3年）11月に参謀本部部員に就任し、1930年（昭和5年）8月1日に陸軍砲兵大佐進級と同時に参謀本部附となった。
1931年（昭和6年）8月、第1師団司令部附となり、國學院大學に配属された。1933年（昭和8年）8月に野戦重砲兵第7連隊長（第1師団・野戦重砲兵第3旅団）に転じ、1934年（昭和9年）8月にハルピン特務機関長に就任した。1935年（昭和10年）8月、陸軍少将に進級し、1937年（昭和12年）8月に東京湾要塞司令官に就任し、1938年（昭和13年）7月15日、陸軍中将に進級。9月12日に留守第11師団長（東部防衛司令部）に着任したが、1939年（昭和14年）8月1日に待命となり、8月29日に死去。